# ISO 17799
Es una norma retirada que fue emitida por la International Standards Organization con el lema "Tecnología de la Información – Técnicas de seguridad – Código para la práctica de la gestión de la seguridad de la información".
El objetivo de la norma ISO/IEC 17799 fue proporcionar una base común para desarrollar normas de seguridad dentro de las organizaciones y ser una práctica eficaz de la gestión de la seguridad.
Se basó en la norma inglesa (British Standard) BS 7799, habiendo evolucionado hacia la ISO/IEC 27001, hoy en día se considera comprendida dentro de esta última.
RM 10-04-23